# Nesaea cinerea
Nesaea cinerea là một loài thực vật có hoa trong họ Lythraceae. Loài này được A.Fern. & Diniz mô tả khoa học đầu tiên năm 1957.